# Чаббак (город)
Ча́ббак (англ. Chubbuck) — город в округе Баннок, штат Айдахо, США. На 2009 год численность населения составляла 12 483 человек.

## История
Своё название Чаббак получил по имени проводника местной железной дороги Эрла Чаббака из Блэкфута. Состав, обслуживавшийся Чаббаком, занимался перевозкой сахарной свёклы, основного тогда продукта, производимого в местности. Изначально населённый пункт получил название Чаббак-Бит-Ран (англ. Chubbuck Beet Run, «Свекольный прогон Чаббака»), сократившись впоследствии до современного «Чаббак». В 1951 году Чаббак получил статус города.

## География и климат
Чаббак расположен в северо-западной части округа Баннок. По югу он граничит с городом Покателло. Высота центральной части города составляет 1 353 м. Площадь города составляет 8,6 км². Расстояние напрямую до столицы штата, Бойсе, составляет 330 км.
Через город проходят автомагистрали I-86, I-15, US-91 и US-30.
| Климатограмма Чаббака (приведены данные по Покателло)       | Климатограмма Чаббака (приведены данные по Покателло) | Климатограмма Чаббака (приведены данные по Покателло) | Климатограмма Чаббака (приведены данные по Покателло) | Климатограмма Чаббака (приведены данные по Покателло) | Климатограмма Чаббака (приведены данные по Покателло) | Климатограмма Чаббака (приведены данные по Покателло) | Климатограмма Чаббака (приведены данные по Покателло) | Климатограмма Чаббака (приведены данные по Покателло) | Климатограмма Чаббака (приведены данные по Покателло) | Климатограмма Чаббака (приведены данные по Покателло) | Климатограмма Чаббака (приведены данные по Покателло) |
| ----------------------------------------------------------- | ----------------------------------------------------- | ----------------------------------------------------- | ----------------------------------------------------- | ----------------------------------------------------- | ----------------------------------------------------- | ----------------------------------------------------- | ----------------------------------------------------- | ----------------------------------------------------- | ----------------------------------------------------- | ----------------------------------------------------- | ----------------------------------------------------- |
| Я                                                           | Ф                                                     | М                                                     | А                                                     | М                                                     | И                                                     | И                                                     | А                                                     | С                                                     | О                                                     | Н                                                     | Д                                                     |
| 23.9 −1 −6                                                  | 23.1 3 −2                                             | 29.7 8 2                                              | 27.4 14 7                                             | 41.4 19 11                                            | 25.4 24 16                                            | 17.3 29 19                                            | 19.6 29 19                                            | 21.3 23 14                                            | 26.9 16 8                                             | 25.1 7 1                                              | 24.1 0 −5                                             |
| Температура в °C • Сумма осадков в мм Источник: weather.com |                                                       |                                                       |                                                       |                                                       |                                                       |                                                       |                                                       |                                                       |                                                       |                                                       |                                                       |

## Население
Согласно данным за 2009 год, население Чаббака составляло 12 483 человек. Плотность населения равна 1 452 чел./км². Средний возраст населения — 28 лет и 8 месяцев. Половой состав населения: 51,1 % — мужчины, 48,9 % — женщины. В 2000 году насчитывалось 3 190 домашних хозяйств и 2 491 семейство. Расовый состав населения по оценкам на 2000 год:
- белые — 89,6 %;
- афроамериканцы — 0,2 %;
- индейцы — 2,7 %;
- азиаты — 2,4 %;
- прочие расы — 2,0 %;
- две и более расы — 2,6 %.